# Улвенгаут
Улвенгаут (нід. Ulvenhout) — село в нідерландській провінції Північний Брабант. Його територія розділена між муніципалітетами Алфен-Хам і Бреда.
Його площа становить 12,45 км², а населення станом на 2021 рік складало 5 220 осіб.
Перша згадка про населений пункт датується 1274 роком.

## Галерея

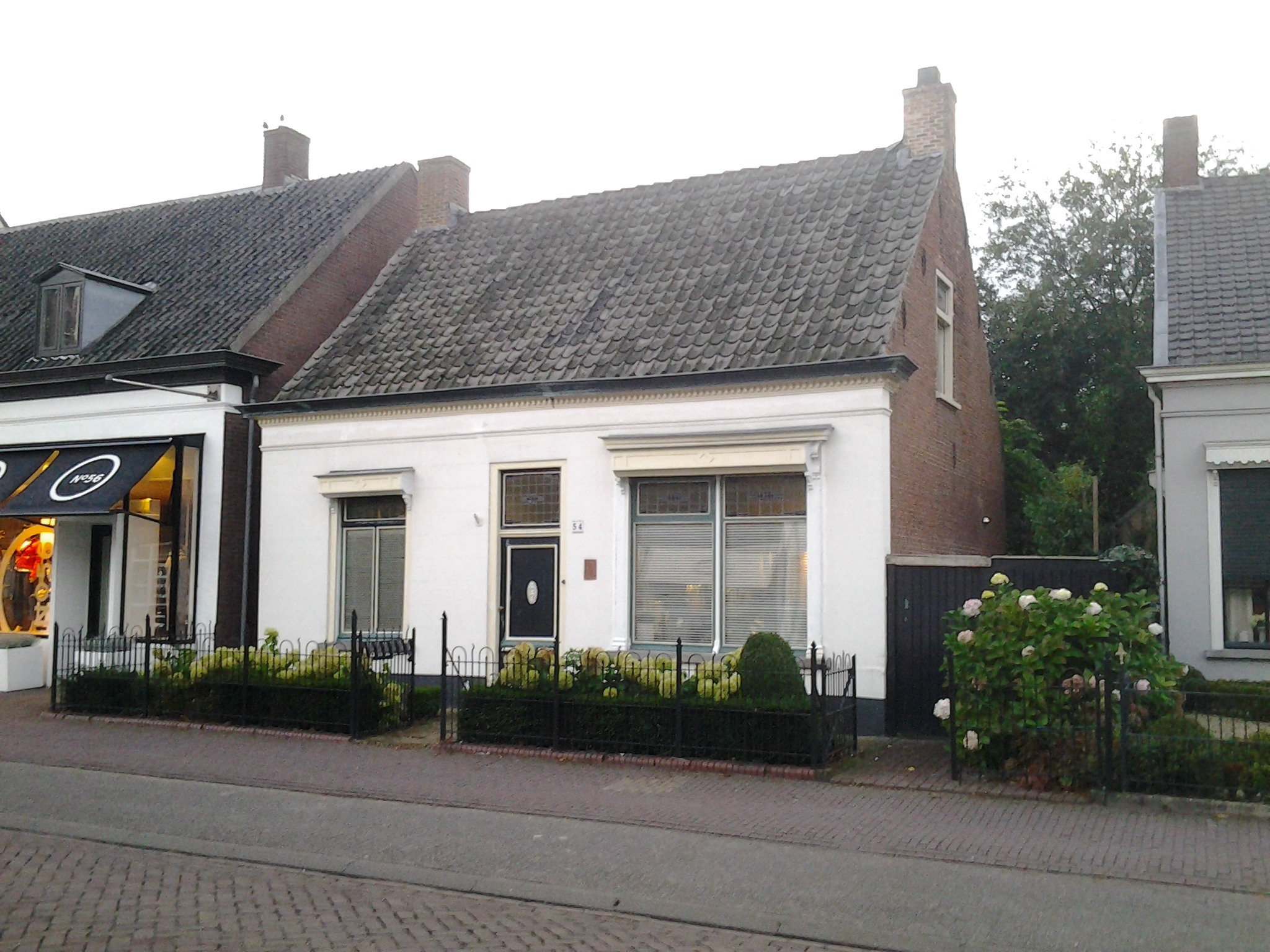
Будинок у селі
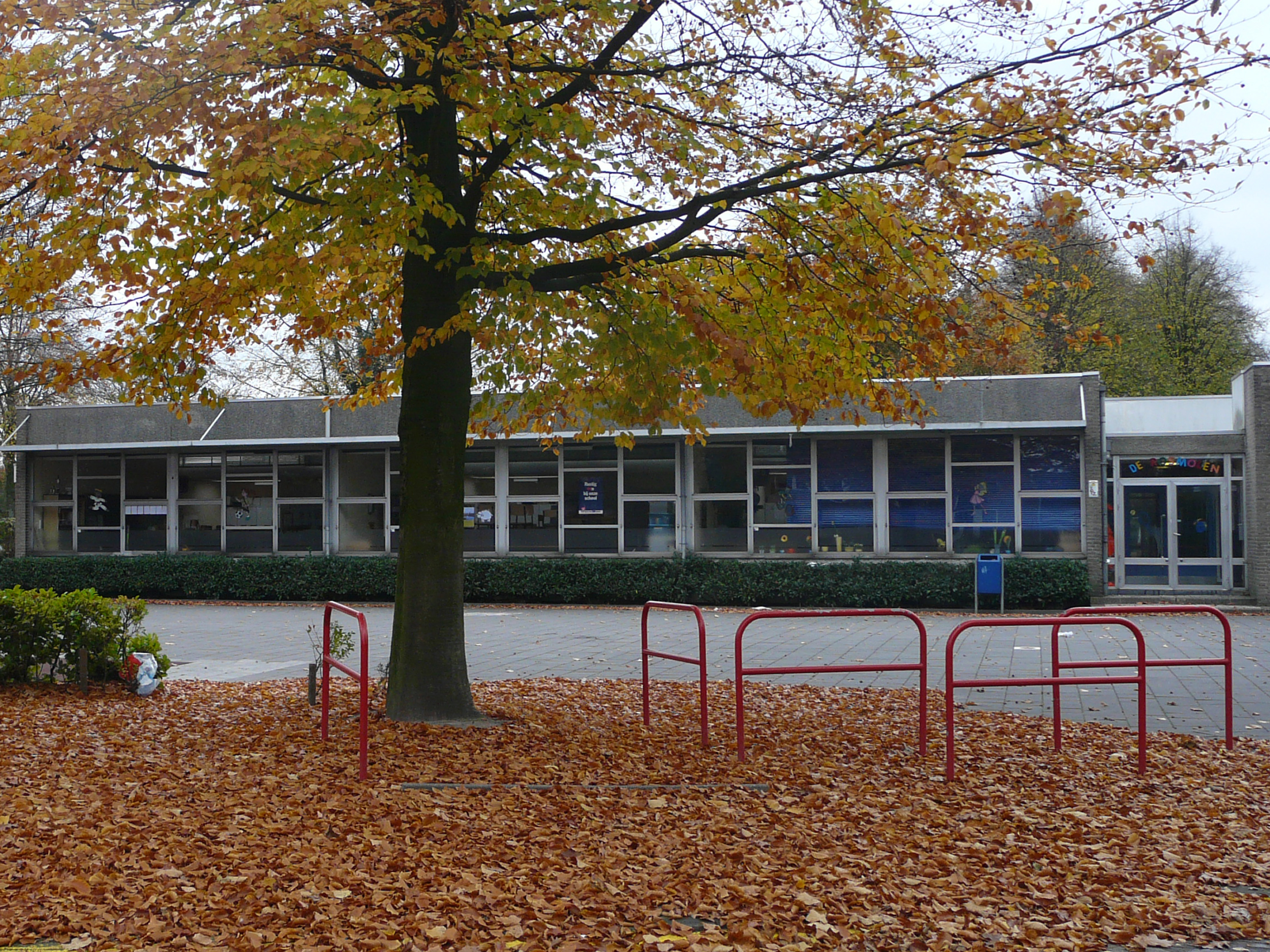
Будівля школи
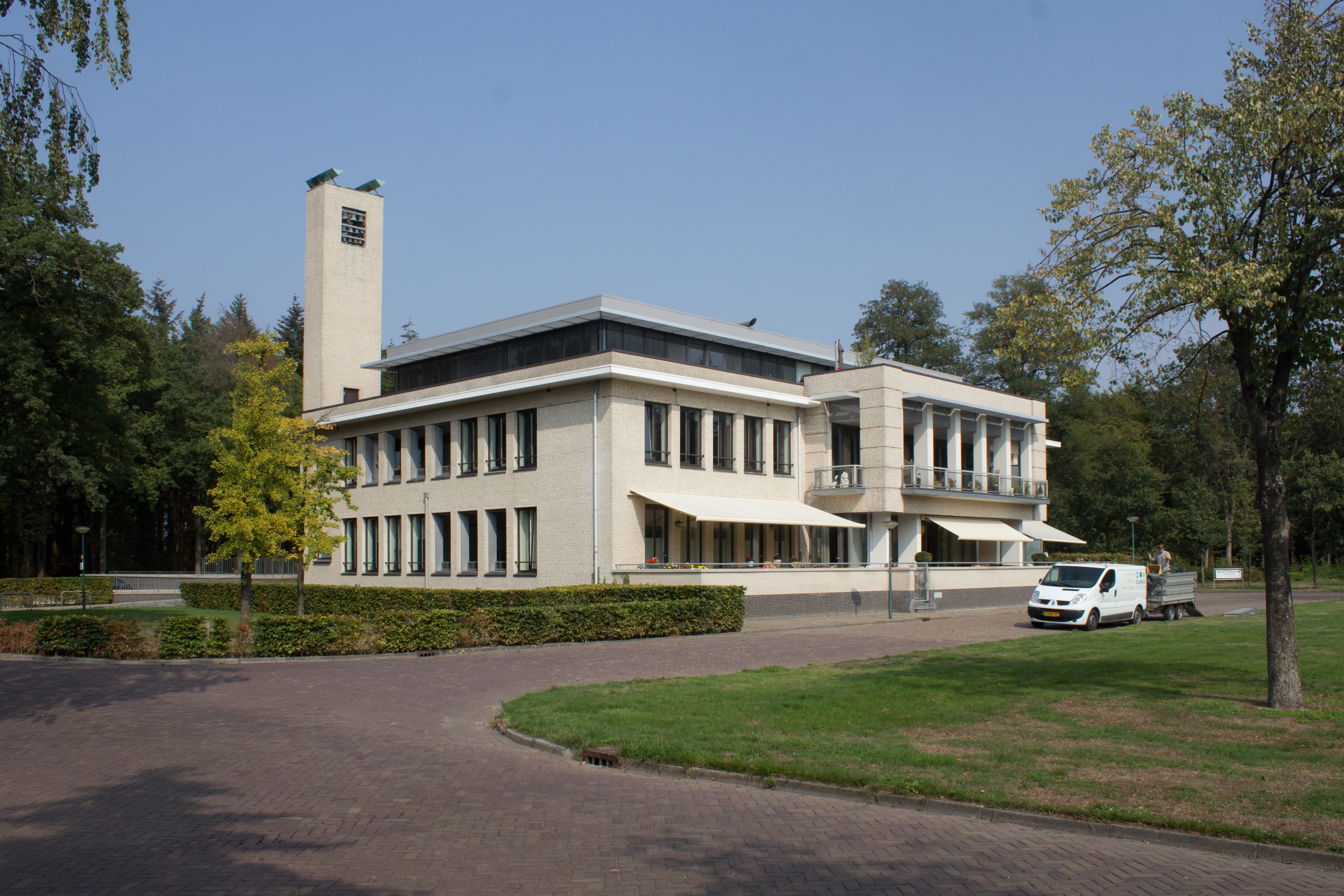
Будівля колишньої мерії
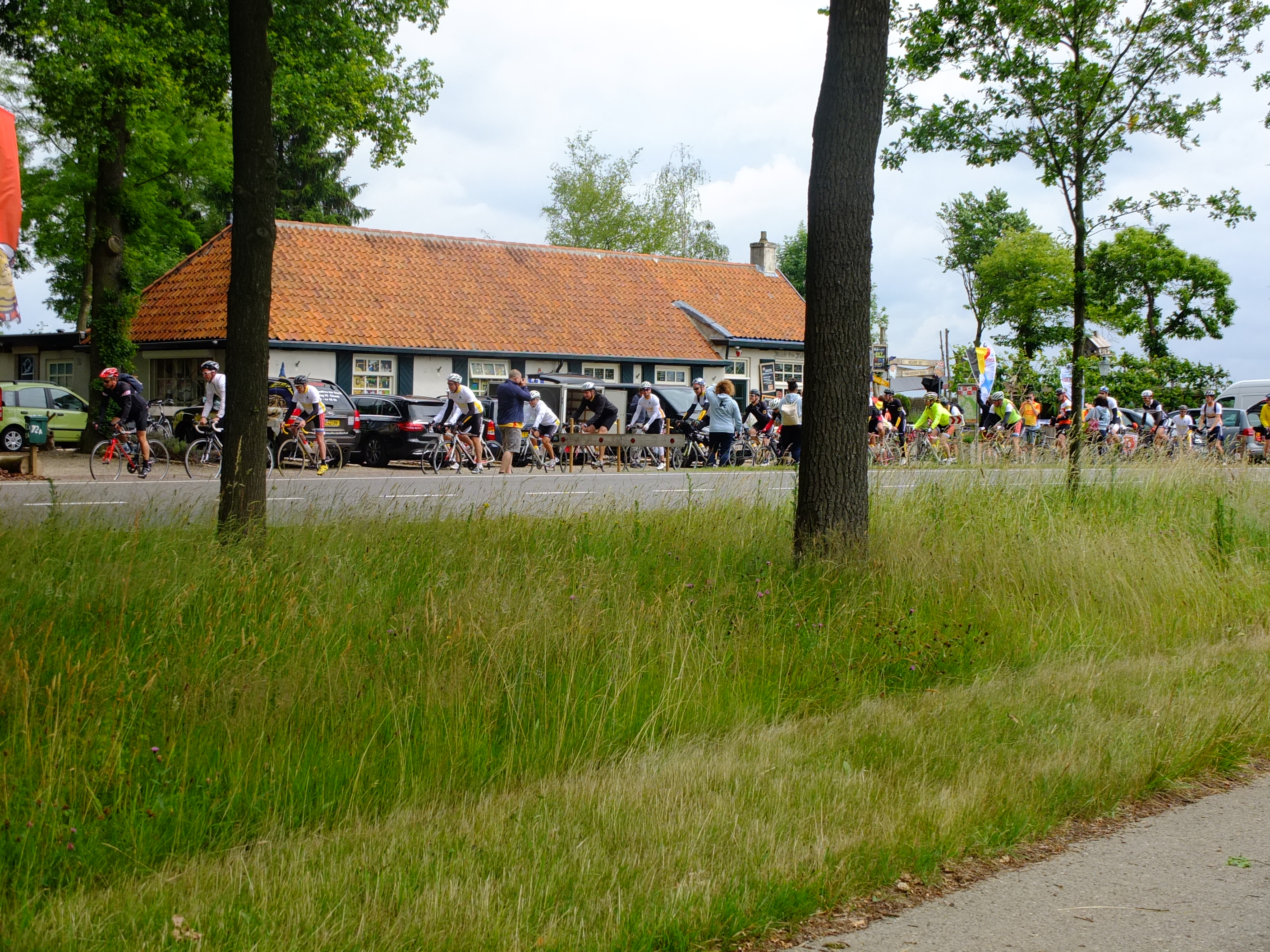
Кафе з велосипедною парковкою